# 丹尼斯·米勒
丹尼斯·米勒（英語：Dennis Miller，1953年11月3日—）是美國的一位喜劇演員、脫口秀主持人、政治評論家、體育評論家和演員。他在1985年成為週六夜現場的固定成員之一並因此成名。在喜劇中心的100位最偉大喜劇演員排名中，米勒排名第21位。在政治上他是一位著名的新保守主義者。